# Liquidambar chinensis
Liquidambar chinensis är en tvåhjärtbladig växtart som beskrevs av John George Champion och George Bentham. Liquidambar chinensis ingår i släktet Liquidambar och familjen Altingiaceae. Inga underarter finns listade i Catalogue of Life.